# Едвард IV Јорк
Едвард IV (Руан, Француска, 28. април 1442 — Дворац Виндзор, Енглеска, 9. април 1483), био је први енглески краљ из династије Јорк и de jure француски краљ до 29. августа 1475.

## Долазак на престо
Био је најстарији син Ричарда Плантагенета, војводе од Јорка, након чије је смрти у бици код Вејкфилда, једној од битака Ратова двеју ружа вођеној са племићима наклоњеним династији Ланкастер, истакао своје право на енглеску круну. Своје право је темељио на чињеници да је био потомак Лајонела од Кларенса, другог сина енглеског краља Едварда III.
Уз помоћ утицајног Ричарда Невила, грофа од Ворика, који је кроз Едварда желио остварити своје амбиције, током 1461. поразио је у бици код Таутона војску племића наклоњених династији Ланкастер, те се исте године, након што су Хенри VI и његова борбена супруга Маргарета Анжујска избегли у иностранство, прогласио енглеским краљем. Едвард је, за разлику од Хенрија VI, био јак, енергичан, популаран, а и изванредан војсковођа те је у том, спољнополитички (војни порази у Француској) и унутарполитички (Ратови двеју ружа и потпуни хаос у земљи) неповољном тренутку за Енглеску, био за многе боље решење него Хенри VI.
Уз помоћ ритера и богатог сељаштва на југу Енглеске Едвард је нанео одлучан пораз присталицама Ланкастера, завршивши га страшним покољем побеђених. Крунисан је у Вестминстеру. Ланкастери су претрпели нов пораз, многи барони-ланкастерци су погинули на губилишту, а њихова имања била конфискована, али Едвард није имао поверења ни у бароне-јоркисте и настојао је да створи нову аристократију, привлачећи к себи људе из редова средњих ритера и делећи им титуле и поседе.

## Сукоб са Ричардом Невилом
Након што је, поразивши своје противнике из клана Ланкастер, постао краљ, Едвард је убрзо дошао у политички сукоб са својим политичким ментором, грофом од Ворика уз чију је непроцењиву помоћ и освојио круну, будући да се потајно оженио са удовицом Елизабет Вудвил, противно грофовим саветима и жељама, и самим тим омогућио рођацима своје нове супруге велики утицај на власт. Едвард је такође, противно жељама грофа од Ворика почео самостално да води политику мимо његове воље. Све споменуто ослабило је грофову моћ, па је постао Едвардов политички противник, те је изазвао побуну и повео војску на Едварда.
Године 1469. Едвард је војно поражен од стране грофа од Ворика, и убрзо је и заробљен. Гроф од Ворика је покушао да влада у Едвардово име, али се томе противило остало утицајно племство па је гроф био присиљен да Едварда пусти из заробљеништва. Едвард је покушао да се измири са грофом, али је гроф 1470. поновно, али овај пута неуспешно, покренуо побуну и након пораза морао да напусти Енглеску избегавши у Француску. Гроф од Ворика је у Француској сковао нову заверу, овог пута са својим бившим најљућим противницима које је поразио, Хенри VI и његовом супругом Маргаретом. Они су уз помоћ Француске војно напали Едварда који је, поражен, напустио Енглеску и побегао у Бургундију. Хенри VI је 1470. поново враћен на трон, али за кратко.
Едвард и Карло Смели, војвода бургундски, који је на Едвардову молбу покренуо војску, искрцали су се у Енглеској, те су 1471, у неколико битака поразили противнике, убивши грофа од Ворика, Хенријевог сина Едварда, и заробивши самог Хенрија, којег је Едвард убрзо дао и убити. Након тога је војно поразио и смањио политички утицај клана Ланкастер на енглеској политичкој и династичкој сцени.

## Друга половина владавине
Друга половина владе Едварда IV протекла је без нових феудалних метежа. Али моћ феудалаца још ни издалека није била скршена. Едвард IV неповерљиво се односио према парламенту, јер су се избори за парламент још налазили под утицајем феудалне аристократије. Он је настојао да по могућности прође без парламента, и нарочито није хтео да од њега зависи у финансијском погледу. Он је више волео да прибегава добровољним поклонима, такозваним беневоленцијама. Њихова добровољност била је врло сумњива, али богата буржоазија није одбијала краља, јер јој је чврста власт гарантовала да се неће вратити феудална анархија. Едвард је прибегао и принудним зајмовима. У краљевим рукама налазио се важан извор прихода — земља конфискована од феудалаца. Сем тога, он је приморао парламент да му изгласа доживотно право на убирање царина. Краљ се није устручавао ни да сам учествује у трговачким пословима. Краљевски бродови возили су калај, вуну и платно у луке Средоземног Мора. Сем тога, Едвард се бавио и кварењем новца, што су енглески краљеви дотада избегавали. Све је то стављало на расположење Едварду знатна средства, чинило излишним сазивање парламента и ослобађало краљу руке у питањима управе и законодавства. Влада Едварда IV већ припрема еру енглеског апсолутизма.

## Рат против Француске
Едвард је 1475. објавио рат Француској у којем је успешно поразио у више наврата француску војску, и Француској наметнуо плаћање високих новчаних контрибуција у замену на његово одустајање од права на француску круну.

## Економски развитак Енглеске
Без обзира на све политичке раздоре и ратне неуспехе, економски развитак Енглеске за време Едвардове владавине ишао је брзим корацима напред. Разуме се, феудални нереди тешко су се одразили на народној привреди, а ратни неуспеси неповољно су утицали на енглеско занатство и трговину. Ипак за време његове владавине запажамо у Енглеској општи пораст производних снага и дубоки друштвени преображај.
У пољопривреди у другој половини XV века готово ишчезава кулук. Копихолдер плаћа новчану ренту. Ритер и сељак-кулак воде своје газдинство помоћу најамних радника. Диференцијација сељаштва и одвајање сеоског лумпенпролетаријата тече брзим темпом.
У то време аренда у пољопривреди почиње да игра све већу улогу. Ликвидација домена на земљи крупних феудалаца створила је за њу нарочито повољне услове. Друга карактеристична појава на енглеском селу постаје прелажење једног дела обогаћених кулака, који су накуповали знатне деонице земље, у редове племства. Често стичу земљу и трговци, зеленаши, занатлије тежећи не само да уносно уложе свој новац, већ да стекну и политички утицај који је био везан с поседовањем земље. Истребљењем феудалне аристократије у Рату двеју ружа појачано је стицање земље од стране буржоазије. Редови новог племства брзо расту, особито у његовој другој половини. Продаја и куповина земље доводи до појаве посредника и до шпекулације земљом. Цена земље скаче. Потрошивши знатне суме новца да би дошли до земље, нови земљопоседници настоје да из ње извуку што већи профит. Једна од препрека томе било је старо феудално сељаштво — копихолдери, који су плаћали утврђене новчане ренте. Ново племство настоји да се ослободи сељака-копихолдера, да би га заменило фармером чија се аренда могла повећавати према уносности пољопривреде. Често се сељачке деонице претварају у широке пашњаке за овце. За време јоршке династије већ почиње процес ограђивања.
Племство које је реорганизовало своје газдинство на новим основама, нови земљопоседници и горњи слој богатог сељаштва били су заинтересовани за јаку краљевску власт.
До крупне промене долази у области занатства. XIV и XV век били су доба преустројства градских еснафа. Особито у XV веку видимо оштро раслојавање у еснафу, отежавање уласка у редове мајстора, претварање калфи у сталне најамне раднике. Уједно с тим почињу да настају и савези калфи. Низ малих еснафских мајстора фактички губи своју самосталност па је приморан да ради за крупне мајсторе и трговце. У градском се занатству све више заоштрава класна борба. Градска управа се затвара у узак круг, усредсређује у рукама еснафских врхова. У борби за обуздавање и потчињавање претпролетаријата још неојачалој градској буржоазији такође је била потребна подршка јаке централне власти.
Али главна линија развитка енглеског занатства текла је мимо градова. Нова форма занатске организације — мануфактура — изграђује се на селу. Град са својим еснафским ограничењима и монополима не представља за њу повољну основицу. Маса сеоских кућних занатлија све се више потчињава богатим трговцима-мануфактуристима. Ту се стварају првобитни облици капиталистичке експлоатације, којој је била потребна енергична државна подршка.

## Смрт
Едвард се 1483. разболео, те убрзо умро, а наследио га је син Едвард ког је убрзо са власти оборио брат покојног Едварда, Ричард III.

## Породично стабло
|  |                                                                               |  |  |  |  |  |  |  |  |  |  |  |  |  |  |  |
|  | 16. Едвард III Плантагенет                                                    |  |  |  |  |  |  |  |  |  |  |  |  |  |  |  |
|  |                                                                               |  |  |  |  |  |  |  |  |  |  |  |  |  |  |  |
|  |                                                                               |  |  |  |  |  |  |  |  |  |  |  |  |  |  |  |
|  | 8. Едмунд од Ланглија                                                         |  |  |  |  |  |  |  |  |  |  |  |  |  |  |  |
|  |                                                                               |  |  |  |  |  |  |  |  |  |  |  |  |  |  |  |
|  |                                                                               |  |  |  |  |  |  |  |  |  |  |  |  |  |  |  |
|  | 17. Филипа од Еноа                                                            |  |  |  |  |  |  |  |  |  |  |  |  |  |  |  |
|  |                                                                               |  |  |  |  |  |  |  |  |  |  |  |  |  |  |  |
|  |                                                                               |  |  |  |  |  |  |  |  |  |  |  |  |  |  |  |
|  | 4. Ричард од Конисбурга                                                       |  |  |  |  |  |  |  |  |  |  |  |  |  |  |  |
|  |                                                                               |  |  |  |  |  |  |  |  |  |  |  |  |  |  |  |
|  |                                                                               |  |  |  |  |  |  |  |  |  |  |  |  |  |  |  |
|  | 18. Педро I од Кастиље                                                        |  |  |  |  |  |  |  |  |  |  |  |  |  |  |  |
|  |                                                                               |  |  |  |  |  |  |  |  |  |  |  |  |  |  |  |
|  |                                                                               |  |  |  |  |  |  |  |  |  |  |  |  |  |  |  |
|  | 9. Изабела од Кастиље, војвоткиња од Јорка                                    |  |  |  |  |  |  |  |  |  |  |  |  |  |  |  |
|  |                                                                               |  |  |  |  |  |  |  |  |  |  |  |  |  |  |  |
|  |                                                                               |  |  |  |  |  |  |  |  |  |  |  |  |  |  |  |
|  | 19. María de Padilla                                                          |  |  |  |  |  |  |  |  |  |  |  |  |  |  |  |
|  |                                                                               |  |  |  |  |  |  |  |  |  |  |  |  |  |  |  |
|  |                                                                               |  |  |  |  |  |  |  |  |  |  |  |  |  |  |  |
|  | 2. Ричард Плантагенет, 3. војвода од Јорка                                    |  |  |  |  |  |  |  |  |  |  |  |  |  |  |  |
|  |                                                                               |  |  |  |  |  |  |  |  |  |  |  |  |  |  |  |
|  |                                                                               |  |  |  |  |  |  |  |  |  |  |  |  |  |  |  |
|  | 20. Edmund Mortimer, 3rd Earl of March                                        |  |  |  |  |  |  |  |  |  |  |  |  |  |  |  |
|  |                                                                               |  |  |  |  |  |  |  |  |  |  |  |  |  |  |  |
|  |                                                                               |  |  |  |  |  |  |  |  |  |  |  |  |  |  |  |
|  | 10. Роџер Мортимер, 4. гроф од Марча                                          |  |  |  |  |  |  |  |  |  |  |  |  |  |  |  |
|  |                                                                               |  |  |  |  |  |  |  |  |  |  |  |  |  |  |  |
|  |                                                                               |  |  |  |  |  |  |  |  |  |  |  |  |  |  |  |
|  | 21. Philippa Plantagenet, 5th Countess of Ulster (granddaughter of 16 and 17) |  |  |  |  |  |  |  |  |  |  |  |  |  |  |  |
|  |                                                                               |  |  |  |  |  |  |  |  |  |  |  |  |  |  |  |
|  |                                                                               |  |  |  |  |  |  |  |  |  |  |  |  |  |  |  |
|  | 5. Ен де Мортимер                                                             |  |  |  |  |  |  |  |  |  |  |  |  |  |  |  |
|  |                                                                               |  |  |  |  |  |  |  |  |  |  |  |  |  |  |  |
|  |                                                                               |  |  |  |  |  |  |  |  |  |  |  |  |  |  |  |
|  | 22. Лајонел од Антверпена, 1. војвода од Кларенса                             |  |  |  |  |  |  |  |  |  |  |  |  |  |  |  |
|  |                                                                               |  |  |  |  |  |  |  |  |  |  |  |  |  |  |  |
|  |                                                                               |  |  |  |  |  |  |  |  |  |  |  |  |  |  |  |
|  | 11. Филипа од Кларенса                                                        |  |  |  |  |  |  |  |  |  |  |  |  |  |  |  |
|  |                                                                               |  |  |  |  |  |  |  |  |  |  |  |  |  |  |  |
|  |                                                                               |  |  |  |  |  |  |  |  |  |  |  |  |  |  |  |
|  | 23. Elizabeth de Burgh, Countess of Ulster                                    |  |  |  |  |  |  |  |  |  |  |  |  |  |  |  |
|  |                                                                               |  |  |  |  |  |  |  |  |  |  |  |  |  |  |  |
|  |                                                                               |  |  |  |  |  |  |  |  |  |  |  |  |  |  |  |
|  | 1. Едвард IV Јорк                                                             |  |  |  |  |  |  |  |  |  |  |  |  |  |  |  |
|  |                                                                               |  |  |  |  |  |  |  |  |  |  |  |  |  |  |  |
|  |                                                                               |  |  |  |  |  |  |  |  |  |  |  |  |  |  |  |
|  | 24. Ralph Neville, 2nd Baron Neville de Raby                                  |  |  |  |  |  |  |  |  |  |  |  |  |  |  |  |
|  |                                                                               |  |  |  |  |  |  |  |  |  |  |  |  |  |  |  |
|  |                                                                               |  |  |  |  |  |  |  |  |  |  |  |  |  |  |  |
|  | 12. John Neville, 3rd Baron Neville de Raby                                   |  |  |  |  |  |  |  |  |  |  |  |  |  |  |  |
|  |                                                                               |  |  |  |  |  |  |  |  |  |  |  |  |  |  |  |
|  |                                                                               |  |  |  |  |  |  |  |  |  |  |  |  |  |  |  |
|  | 25. Alice Audley                                                              |  |  |  |  |  |  |  |  |  |  |  |  |  |  |  |
|  |                                                                               |  |  |  |  |  |  |  |  |  |  |  |  |  |  |  |
|  |                                                                               |  |  |  |  |  |  |  |  |  |  |  |  |  |  |  |
|  | 6. Ралф де Невил, 1. гроф од Вестморланда                                     |  |  |  |  |  |  |  |  |  |  |  |  |  |  |  |
|  |                                                                               |  |  |  |  |  |  |  |  |  |  |  |  |  |  |  |
|  |                                                                               |  |  |  |  |  |  |  |  |  |  |  |  |  |  |  |
|  | 26. Henry de Percy, 2nd Baron Percy of Alnwick                                |  |  |  |  |  |  |  |  |  |  |  |  |  |  |  |
|  |                                                                               |  |  |  |  |  |  |  |  |  |  |  |  |  |  |  |
|  |                                                                               |  |  |  |  |  |  |  |  |  |  |  |  |  |  |  |
|  | 13. Maud Percy                                                                |  |  |  |  |  |  |  |  |  |  |  |  |  |  |  |
|  |                                                                               |  |  |  |  |  |  |  |  |  |  |  |  |  |  |  |
|  |                                                                               |  |  |  |  |  |  |  |  |  |  |  |  |  |  |  |
|  | 27. Idonea Clifford                                                           |  |  |  |  |  |  |  |  |  |  |  |  |  |  |  |
|  |                                                                               |  |  |  |  |  |  |  |  |  |  |  |  |  |  |  |
|  |                                                                               |  |  |  |  |  |  |  |  |  |  |  |  |  |  |  |
|  | 3. Сесили Невил                                                               |  |  |  |  |  |  |  |  |  |  |  |  |  |  |  |
|  |                                                                               |  |  |  |  |  |  |  |  |  |  |  |  |  |  |  |
|  |                                                                               |  |  |  |  |  |  |  |  |  |  |  |  |  |  |  |
|  | 28. Едвард III Плантагенет (=16)                                              |  |  |  |  |  |  |  |  |  |  |  |  |  |  |  |
|  |                                                                               |  |  |  |  |  |  |  |  |  |  |  |  |  |  |  |
|  |                                                                               |  |  |  |  |  |  |  |  |  |  |  |  |  |  |  |
|  | 14. Џон од Гента                                                              |  |  |  |  |  |  |  |  |  |  |  |  |  |  |  |
|  |                                                                               |  |  |  |  |  |  |  |  |  |  |  |  |  |  |  |
|  |                                                                               |  |  |  |  |  |  |  |  |  |  |  |  |  |  |  |
|  | 29. Филипа од Еноа (=17)                                                      |  |  |  |  |  |  |  |  |  |  |  |  |  |  |  |
|  |                                                                               |  |  |  |  |  |  |  |  |  |  |  |  |  |  |  |
|  |                                                                               |  |  |  |  |  |  |  |  |  |  |  |  |  |  |  |
|  | 7. Џоан Бофорт, грофица од Вестморленда                                       |  |  |  |  |  |  |  |  |  |  |  |  |  |  |  |
|  |                                                                               |  |  |  |  |  |  |  |  |  |  |  |  |  |  |  |
|  |                                                                               |  |  |  |  |  |  |  |  |  |  |  |  |  |  |  |
|  | 30. Payne de Roet                                                             |  |  |  |  |  |  |  |  |  |  |  |  |  |  |  |
|  |                                                                               |  |  |  |  |  |  |  |  |  |  |  |  |  |  |  |
|  |                                                                               |  |  |  |  |  |  |  |  |  |  |  |  |  |  |  |
|  | 15. Катарина Свинфорд                                                         |  |  |  |  |  |  |  |  |  |  |  |  |  |  |  |
|  |                                                                               |  |  |  |  |  |  |  |  |  |  |  |  |  |  |  |
|  |                                                                               |  |  |  |  |  |  |  |  |  |  |  |  |  |  |  |